# Gle Paro
Gle Paro är en kulle i Indonesien.   Den ligger i provinsen Aceh, i den västra delen av landet, 1 800 km nordväst om huvudstaden Jakarta. Toppen på Gle Paro är 285 meter över havet, eller 68 meter över den omgivande terrängen. Bredden vid basen är 0,70 km.
Terrängen runt Gle Paro är varierad. Havet är nära Gle Paro västerut.Runt Gle Paro är det ganska tätbefolkat, med 149 invånare per kvadratkilometer.